# Dave Pegg
Dave Pegg (Birmingham, 2 de novembro de 1947) é um baixista britânico. Participou dos grupos Fairport Convention e Jethro Tull, com quem tocou durante grande parte dos anos 80.

## Discografia solo
- The Cocktail Cowboy Goes It Alone (1983)
- Birthday Party (1998)